# Kuala Lala
Kuala Lala is een bestuurslaag in het regentschap Indragiri Hulu van de provincie Riau, Indonesië. Kuala Lala telt 565 inwoners (volkstelling 2010).